# ألماغيلورن
ألماغيلورن (بالإنجليزية: Almagellhorn)‏ هو أحد جبال سلسلة جبال الألب بينيني وجزء من القمة الأم سونيغورن يقع في كانتون فاليز، سويسرا. يبلغ ارتفاع الجبل حوالي 3327 متر، بينما يبلغ ارتفاع نتوء الجبل 138 متر.